# Boeing 727-200

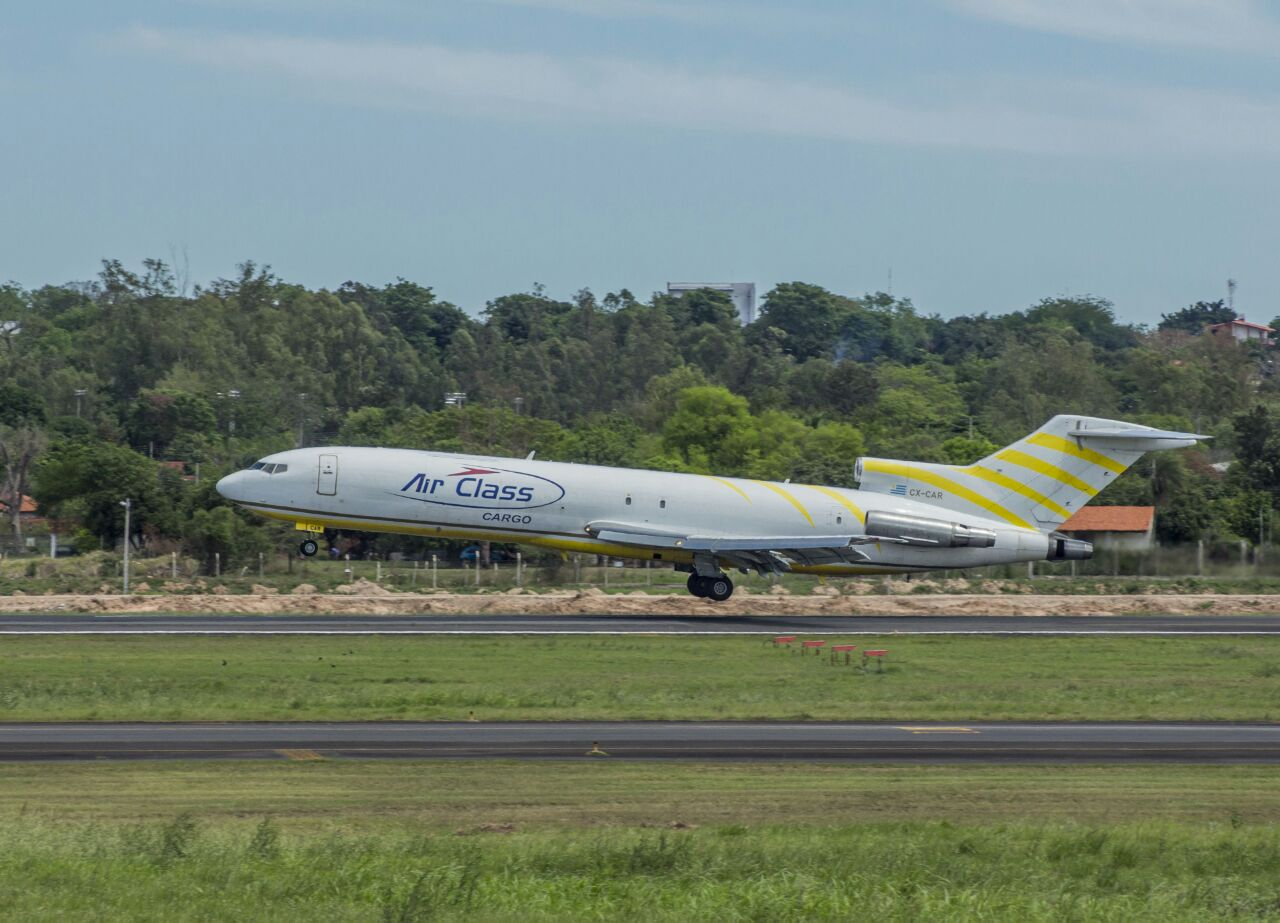
Boeing 727-200F de Air Class en el Aeropuerto Internacional Silvio Pettirossi de Asunción.

El Boeing 727-200 fue introducido en diciembre de 1967 con la aerolínea Northwest Airlines, sin embargo, el primer modelo en haber volado fue en julio de 1967 y logró obtener la certificación por la FAA (sus siglas en inglés Federal Aviation Administration) en noviembre del mismo año. Es una versión alargada del 727-100 (133 pies y 2 pulgadas, con un peso de 36,560 kg) por 20 pies y 8,000 kg mayor en peso sin estar bajo operación con tripulación y gasolina (Boeing 727-200 mide 153 pies y 2 pulgadas, con un peso de 44,600 kg). En un principio tenía un costo de producción por unidad de $4.25 millones de dólares y para 1982 ya era de $22 millones de dólares.
El primer modelo Boeing 727 fue producido en 1962, el cual con el tiempo tuvo variantes, tal como lo fue el 200 que fue el modelo número 500 y 1,000 en la producción de los 727, este último siendo en enero de 1974. Cuando la producción de unidades del Boeing 727 se detuvo en 1984 se terminaron 1871 unidades y 1249 siendo modelos del 200. La mayoría de sus 21 años de producción consiguió ser el avión más vendido en el mundo hasta que a principios de la década de 1990 el Boeing 737 superó esa marca.
Fue muy popular por su baja cantidad de ruido y por el bajo costo gracias a que los motores eran muy eficientes y las aerolíneas lograban reducir considerablemente el precio del boleto para los clientes.

## Capacidad de pasajeros
El tamaño extendido del avión permitía llevar a bordo a 189 pasajeros lo que lo convirtió en un avión con mayor valor comercial para viajes a cortas y medianas distancias. Tenía únicamente espacios para dos clases de asientos en comodidad, la clase premium con 14 asientos y la clase económica con 131 asientos, más el espacio para la tripulación y pilotos.

## Motor
El modelo original se caracteriza por ser el primer avión comercial en contar con 3 motores. Entre modelos varían ligeramente los motores, el 100 tenía tres Pratt & Whitney JT8D-1 62 kN de impulso en cada uno y el 200 contaba con Pratt & Whitney JT8D-9 64 kN de impulso en cada uno.
Lograba llegar a velocidades máximas de 1,017 km/h, una velocidad máxima de navegación de 953 km/h y velocidad económica de navegación de 865 km/h. Con carga máxima alcanzaba una distancia de 3976 km y con capacidad máxima de combustible (30,600 L) mejoraba a una distancia de 4450 km. La carga máxima para despegar era de 83,800 kg y podía ascender hasta 13,000 m de altura.

## Dimensiones
Las dimensiones de la nave eran idénticas a las del modelo 100. El largo del ala medía 32.92 m y el área de ésta de 157.9 m², el avión de largo era de 46.69 m (153 pies y 2 pulgadas), de altura 10.46 m (34 pies).

## Subdivisión de modelos
El modelo 727-200 obtuvo una subdivisión de modelos con diferentes propósitos:
El 727-200C fue producido únicamente una vez y, como única diferencia, el espacio de cargamento de pasajeros era convertible.
El 727-200 Advanced fue presentado en 1970. Contaba con motores más potentes, tres Pratt & Whitney JT8D-17R 77 kN de impulso en cada uno, con una capacidad de gasolina extendida con 39,800 L y un rango de distancia de 4,800 km, todo esto con tan solo 2,100 kg más de peso que el Boeing 727-200. Lo que lo hizo en un éxito de ventas también.